# 261 Carinae
261 Carinae (z² Carinae) é uma estrela na direção da Carina. Possui uma ascensão reta de 11h 08m 34.01s e uma declinação de −61° 56′ 49.8″. Sua magnitude aparente é igual a 5.11. Considerando sua distância de 5525 anos-luz em relação à Terra, sua magnitude absoluta é igual a −6.04. Pertence à classe espectral B9Ia. É uma estrela variável Alpha Cygni.